# Újezd (district de Beroun)
Pour les articles homonymes, voir Újezd.
Újezd (en allemand : Aujest) est une commune du district de Beroun, dans la région de Bohême-Centrale, en République tchèque. Sa population s'élevait à 669 habitants en 2020.

## Géographie
Újezd se trouve à 5 km à l'ouest de Hořovice, à 24 km au sud-ouest de Beroun et à 51 km au sud-ouest de Prague.
La commune est limitée par Cerhovice au nord, par Záluží et Osek à l'est, par Komárov et Olešná au sud, et par Kařez et Kařízek à l'ouest.

## Histoire
La première mention écrite de la localité date de 1399.